# SportX
SportX (zuvor: SportXX) war eine Schweizer Fachmarktkette für Sportartikel. Als rechtlich unselbständiger Geschäftsbereich der Migros wurden die Standorte von den regionalen Migros-Genossenschaften betrieben und ab Anfang 2021 durch die Migros Fachmarkt AG koordiniert. 2024 verkaufte die Migros-Gruppe 27 der damals noch 49 SportX-Filialen an Dosenbach-Ochsner. Die letzten SportX-Filialen wurden Ende Februar 2025 geschlossen.

## Übersicht
Zum Angebot von SportX gehörten Sportschuhe, Sportbekleidung und Sportausrüstung von Markenherstellern sowie Eigenmarken. Zu den SportX-Standorten gehörten auch die spezialisierten Formate Outdoor für Trekkingausrüstung, Ryffel Running für Laufsport, sowie der Fahrrad-Fachhändler Bike World.
Segmentsgeschäftszahlen wurden mittlerweile nicht mehr ausgewiesen, die kombinierte Fachmarktsparte (Melectronics, Do it + Garden, Micasa, SportX und OBI) erwirtschaftete 2021 einen Umsatz von 1,73 Milliarden Franken. 2022 ging der Gesamtumsatz der Fachmarktsparte um 6.7 % auf 1,6 Milliarden Franken zurück und 2023 um 7,7 % auf 1,5 Milliarden Franken. 2022 schrieb die Handelszeitung, dass der Umsatz von SportX bei 350 Mio. Franken liegen würde.

## Geschichte
SportX eröffnete die erste Filiale 1999. 2008 erfolgte die Lancierung des Formates Outdoor by SportX, unter dem ausschliesslich Trekking- und Outdoor-Artikel angeboten werden. Im Jahr 2016 existierten 20 Standorte, sowohl als Shop-in-Shop mit SportX, als auch als eigenständige Filialen.
Die Migros erwarb 2010 die Mehrheitsbeteiligung an der Ryffel Running AG, die 1984 von Urs und Markus Ryffel gegründet wurde, und erwarb 2015 das Unternehmen komplett. Die unter Ryffel Running by SportX realisierten Shop-in-Shop-Standorte waren auf Laufsport spezialisiert, einschliesslich Fussanalyse, Nordic Walking und Aquafit; im Jahr 2016 wurden 22 Standorte betrieben.

Logo, bis zum Namenswechsel 2023

Ab 2012 führte SportX einen Online-Shop. Fahrräder wurden ursprünglich von Do it + Garden verkauft, und mit der Lancierung von SportX in deren Sortiment verschoben. Ende 2016 wurde bekannt, dass die Migros eigenständige Fahrradfachmärkte plane. Diese wurden 2017 unter dem Namen Bike World by SportX lanciert und verfügten über eigenständige Filialstandorte. Im September 2019 wurde die Eröffnung der fünften Bike-World-Filiale auf Frühling 2020 angekündigt. Im Jahr 2023 wurde bekannt, dass Bike World eine Kooperation mit lokalen Fachhändlern anstrebe. Die SportX-Chefin Ophélie Döbler gab ihren Rücktritt per Ende 2023 bekannt. Inzwischen wurde SportX von Christian Gerlach ad interim geführt.
Mit Stand vom November 2023 bestanden u. a. 61 SportX-Filialen und 16 Filialen von Bike World.
Am 2. Februar 2024 gab die Migros-Gruppe bekannt, SportX verkaufen zu wollen. Auch für die Bike World AG solle ein Käufer gefunden werden, ob ein Interner oder Externer. Im Juni 2024 gab die Migros bekannt, Bike World definitiv verkaufen zu wollen. Am 9. Juli 2024 wurde Dosenbach-Ochsner als Käufer von 27 der 49 SportX-Filialen bekannt gegeben. Die Zustimmung der Wettbewerbskommission wurde im Dezember 2024 bekannt, der Wechsel wurde auf den 1. März 2025 geplant. Am 10. September 2024 wurde offiziell bekannt, dass der Schweizer Fahrradhersteller Thömus zwölf Bike World-Filialen übernimmt, welche unter dem Namen «Thömus Bike World» per 1. März 2025 neu eröffnet werden sollen. Die Meldung wurde bereits am Vortag (fälschlicherweise) von einem privaten Nachrichtenportal veröffentlicht.
Die letzten Filialen von Bike World wurden Ende Januar 2025 geschlossen, die letzten Filialen von SportX folgten bis Ende Februar 2025.

## Sponsoring
SportX sponserte u. a. Laufevents und Slowups in der Schweiz.